# Glee: The Music, Love Songs
Glee: The Music, Love Songs est une compilation comprenant 6 chansons de la série télévisée Glee. Elle est sortie le 28 décembre 2010 aux États-Unis, uniquement dans les magasins Target, la chaîne ayant l'exclusivité de la vente.

## Liste des chansons
1. Hello, I Love You (The Doors) (Finn Hudson)
2. The Boy Is Mine (Brandy et Monica) (Mercedes Jones et Santana Lopez)
3. Dream A Little Dream (Ozzie Nelson) (Artie Abrams et les New Directions)
4. Tell Me Something Good (Rufus) (Will Schuester)
5. Don't Go Breaking My Heart (Elton John et Kiki Dee) (Rachel Berry et Finn Hudson)
6. What I Did For Love (A Chorus Line) (Rachel Berry)